# Fred Sellinger
Fred Sellinger es un jinete canadiense que compitió en la modalidad de salto ecuestre. Ganó una medalla de bronce en los Juegos Panamericanos de 1975, en la prueba por equipos.

## Palmarés internacional
| Juegos Panamericanos | Juegos Panamericanos      | Juegos Panamericanos | Juegos Panamericanos |
| Año                  | Lugar                     | Medalla              | Categoría            |
| -------------------- | ------------------------- | -------------------- | -------------------- |
| 1975                 | Ciudad de México (México) | Medalla de bronce    | Por equipos          |